# 9 februari
9 februari is de 40ste dag van het jaar in de gregoriaanse kalender. Hierna volgen nog 325 dagen (326 dagen in een schrikkeljaar) tot het einde van het jaar.

## Gebeurtenissen
- Algemeen
  - 1942 - Het grote lijnschip SS Normandie vat vlam, kapseist en zinkt in de haven van New York tijdens de ombouw tot troepentransportschip.
  - 1951 - Bij een oliebrand in de Koningin Wilhelminahaven te Vlaardingen vindt het zwaarste brandweerongeluk uit de Nederlandse geschiedenis plaats. Vijf brandweerlieden komen om en een brandweerman raakt zwaargewond.
  - 1971 - Een aardbeving in de San-Fernandovallei bij Los Angeles kost zestig mensen het leven.
  - 2020 - Storm Ciara ontwricht Nederland en Duitsland.
- Economie
  - 1982 - 2700 werknemers verliezen hun baan als de scheepswerf Cockerill Yards in het Belgische Hoboken failliet gaat.
  - 1998 - Supermarktketen Albert Heijn introduceert de AH Bonuskaart.

- Infrastructuur

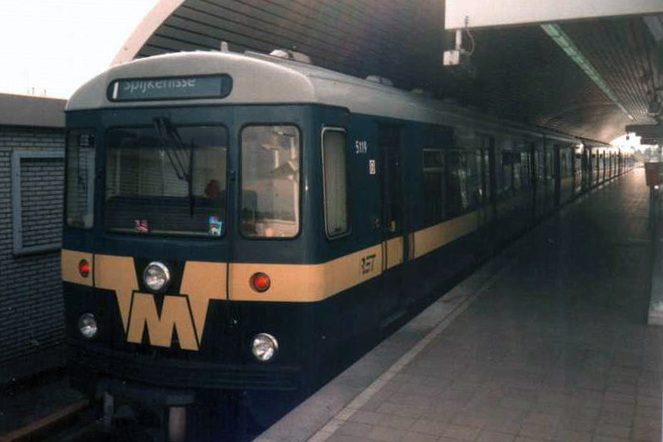
Een van de eerste voertuigen van de Rotterdamse metro.

  - 1968 - De eerste Rotterdamse metrolijn en tevens kleinste ter wereld wordt geopend door prinses Beatrix samen met haar echtgenoot.
  - 1971 - In het Zuid-Duitse Aitrang komen 28 mensen om het leven als om 18:44 uur NS/SBB TEE treinstel Ram 501 met een te hoge snelheid door een krappe S-bocht raast, en uit de rails loopt.
- Kunst en cultuur
  - 2020 - Première in het Beatrix Theater in Utrecht van TINA - De Tina Turner Musical.[1][2]
- Media
  - 1934 - Het eerste kassucces van de Nederlandse geluidsfilm, 'De Jantjes' gaat in première.
  - 1964 - Zeventig miljoen kijkers zien in de Ed Sullivan Show het eerste optreden van The Beatles op de Amerikaanse televisie.[3]
  - 2002 - De Britse zender ITV zendt de laatste aflevering van het eerste seizoen van Pop Idol uit. Will Young wint deze finale van Gareth Gates.[3]
  - 2020 - De Zuid-Koreaanse film Parasite is winnaar van vier Oscars, waaronder de Oscar voor beste film en beste internationale film.
- Muziek
  - 2015 - De Britse singer-songwriter Sam Smith wint vier prijzen tijdens de 57ste uitreiking van de Grammy Awards. De Amerikaanse zangers Beck, Beyonce en Pharrell Williams winnen er ieder drie.
  - 2018 - De Zuid-Koreaanse jongensband BTS treedt met het nummer DNA op tijdens de openingsceremonie van de Olympische Winterspelen in Pyeongchang, Zuid-Korea.[3]
  - 2025 - In DeLaMar is de premiére van “Malle Babbe”, een musical over Rob de Nijs. René van Kooten zingt en speelt de hoofdrol.
- Politiek
  - 474 - Zeno wordt tot medekeizer (Augustus) benoemd. Hij wordt regent en voogd over zijn zoon Leo II, keizer van het Oost-Romeinse Rijk.
  - 1861 - Jefferson Davis wordt gekozen als eerste en enige president van de Geconfedereerde Staten van Amerika.
  - 1904 - Frankrijk en Groot-Brittannië sluiten de Entente Cordiale.
  - 1946 - De Partij van de Arbeid wordt opgericht.
- Religie
  - 1592 - Kroning van Paus Clemens VIII in Rome.
  - 1621 - Kardinaal Alessandro Ludovisi wordt gekozen tot Paus Gregorius XV.
  - 2004 - Elazar ben Tsedaka volgt Shalom ben Amram op als Samaritaanse hogepriester.
- Sport
  - 1896 - Het eerste WK kunstschaatsen (alleen voor mannen) vindt plaats in Sint-Petersburg in Rusland.
  - 1977 - Het Nederlands voetbalelftal verslaat Engeland in een vriendschappelijk duel op Wembley, Londen met 0-2.
  - 1997 - Denis Pankratov verbetert in Parijs zijn eigen en vier dagen oude wereldrecord op de 100 meter vlinderslag kortebaan (25 meter): 51,78.
  - 2002 - Wilbert Pennings verbetert in Siegen het Nederlands indoorrecord hoogspringen met een hoogte van 2,31 meter.
  - 2011 - Het Nederlands voetbalelftal verslaat Oostenrijk in een vriendschappelijk duel in Eindhoven met 3-1.
  - 2012 - De Engelse voetbalbond FA stelt Stuart Pearce aan als interim-bondscoach van Engeland. Hij volgt de opgestapte Fabio Capello op.
  - 2014 - Tijdens de Olympische Winterspelen van Sotsji wint de Nederlandse schaatsster Ireen Wüst goud op de 3000 meter.
  - 2018 - Opening van de XXIIIe Olympische Winterspelen in Pyeongchang, Zuid-Korea.[4]
- Wetenschap en technologie
  - 1921 - In Polen sterft de laatste in de vrije natuur levende wisent. In het begin van de 21e eeuw is de wisent geherintroduceerd en komt hij weer voor in het wild.[5]
  - 1969 - Eerste vlucht van de Boeing 747-100.[6]
  - 1986 - De periodieke komeet 1P/Halley bereikt het perihelium van zijn baan rond de zon tijdens deze verschijning.[7]
  - 1996 - In Darmstadt wordt voor het eerst Copernicium (voorheen: ununbium) gecreëerd. Dit wordt het 112de element in het periodiek systeem.
  - 2003 - Ontdekking van Cyllene, een maan van Jupiter, door een team van astronomen o.l.v. Scott S. Sheppard op het Mauna Kea-observatorium (Hawaï).[8]
  - 2007 - KPN stopt in Nederland na 74 jaar met de telex-dienstverlening.
  - 2023 - Lancering van een Sojoez 2.1a raket van Roskosmos vanaf Bajkonoer Kosmodroom platform 31/6 met het Progress MS-22 (83P) ruimtevaartuig met zo'n 2.500 kg vracht voor een bevoorradingsmissie van het ISS.[9][10]
  - 2023 - Ruimtewandeling van de CNSA taikonauten Fei Junlong en Zhang Lu voor het installeren van apparatuur aan de Mengtian module van het Tiangong ruimtestation.[11]
  - 2023 - In een publicatie in het tijdschrift Meteoritics & Planetary Science tonen onderzoekers van de universiteit van Glasgow aan dat de meteoriet die kort na het vallen op 28 februari 2021 is aangetroffen in Winchcombe (Groot-Brittannië) toch niet zo ongerept is als werd gedacht. Onder invloed van de atmosfeer ontstaan er snel zoutverbindingen op het oppervlak, hetgeen zelfs tijdens het onderzoek in het laboratorium kon worden waargenomen.[12][13]
  - 2024 - Lancering van een Sojoez 2.1v raket vanaf Plesetsk Kosmodroom platform 43/4 voor de Kosmos 2575 missie met een militaire lading waarover niets met zekerheid bekend is.[14]
  - 2024 - Landing van het Dragon ruimtevaartuig Freedom met bemanningsleden voormalig NASA astronaut Michael López-Alegría (gezagvoerder), kolonel bij de Italiaanse luchtmacht Walter Villadei (piloot) en missiespecialisten Alper Gezeravcı en Marcus Wandt uit Zweden voor de kust van Florida. Hiermee is Axiom Mission 3, de tot nu toe langste private missie van Axiom Space, voorbij.[15]
  - 2024 - De Zon stoot een zonnevlam met een sterkte van X3,3 en dit veroorzaakt een coronal mass ejection die richting Aarde gaat.[16][17]
  - 2024 - In een wetenschappelijk artikel in Science Advances tonen wetenschappers met behulp van een simulatie aan dat de Atlantic meridional overturning circulation (AMOC) aan het verzwakken is en zelfs kan stoppen doordat er meer zoetwater in de Atlantische Oceaan terecht komt door neerslag of het smelten van ijs. De AMOC is van belang voor het klimaat op Aarde omdat het een rol speelt in het transport van warmte en zout in de oceanen.[18]

## Geboren

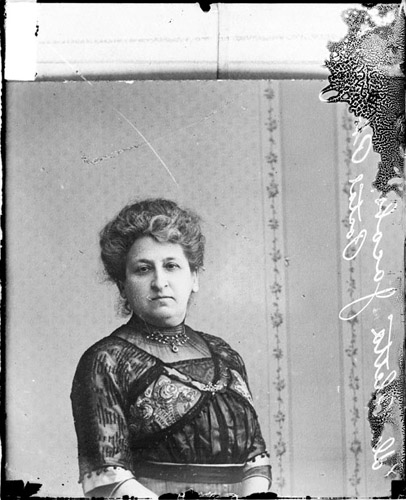
Aletta Jacobs,
geboren in 1854

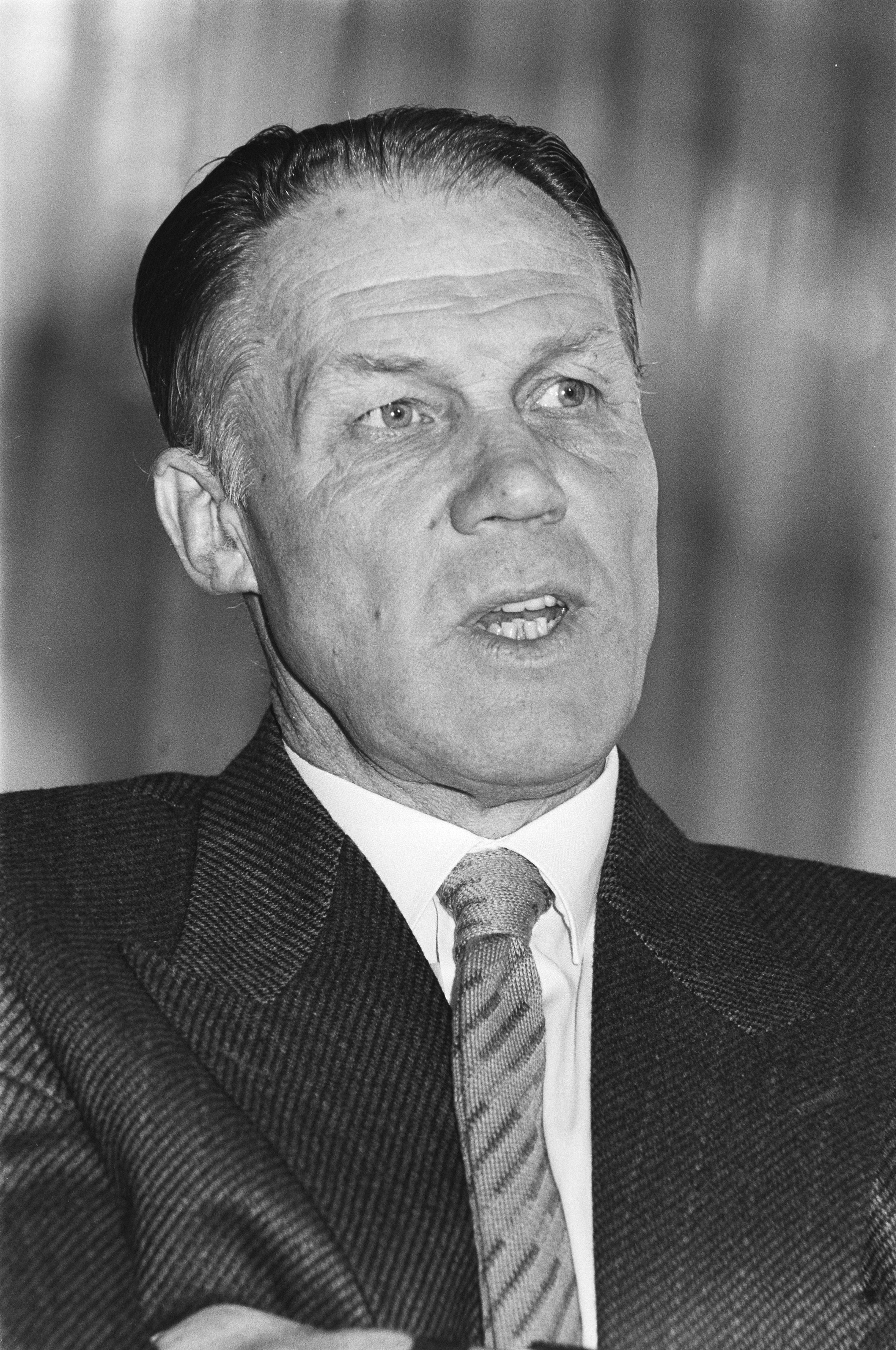
Rinus Michels,
geboren in 1928

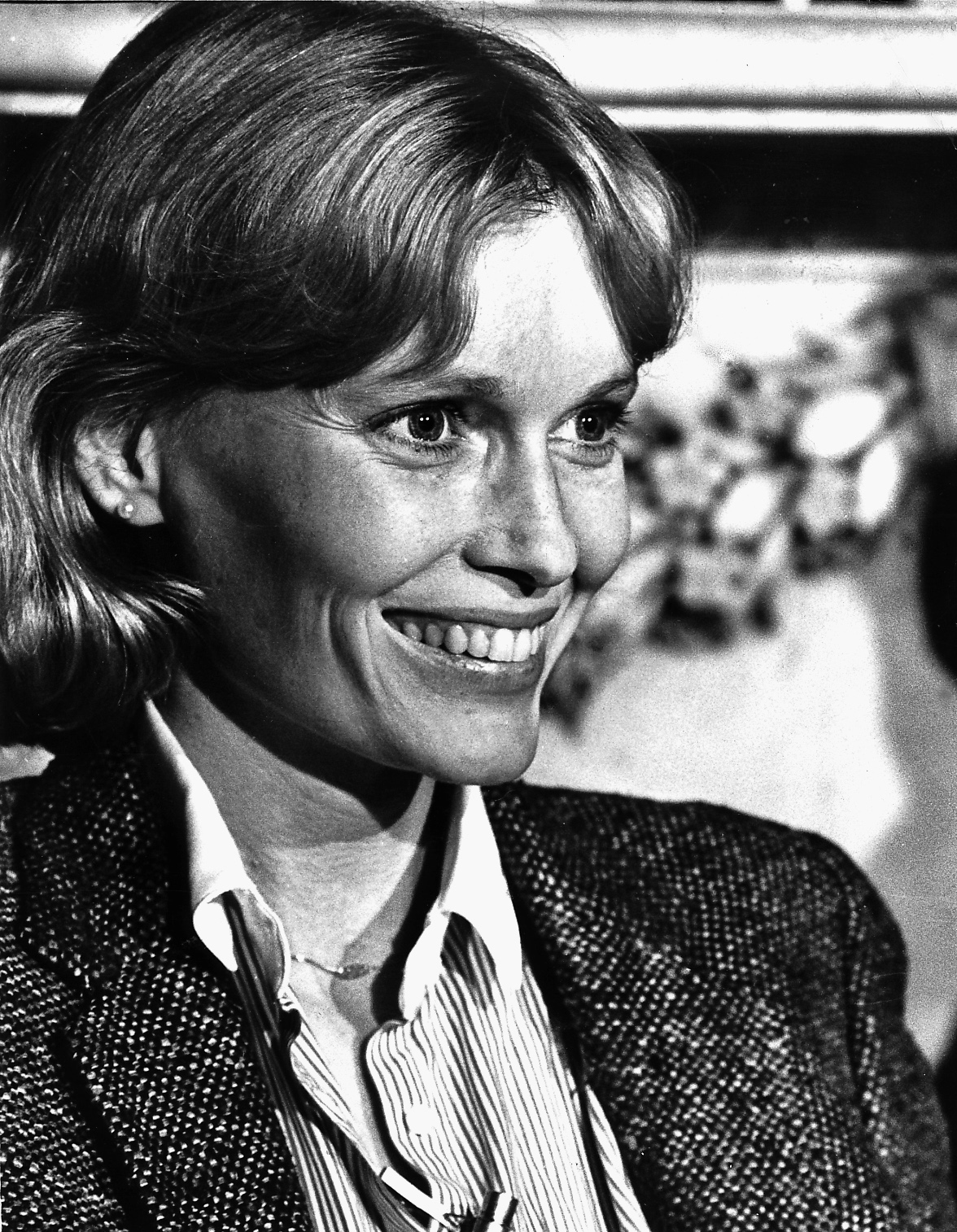
Mia Farrow (in 1980),
geboren in 1945

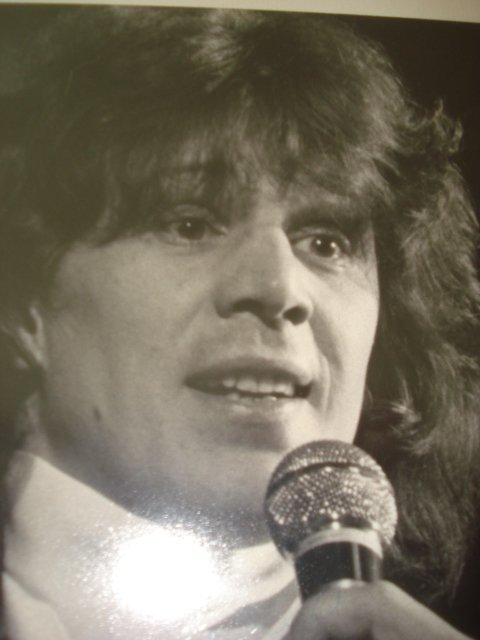
Gérard Lenorman,
geboren in 1945

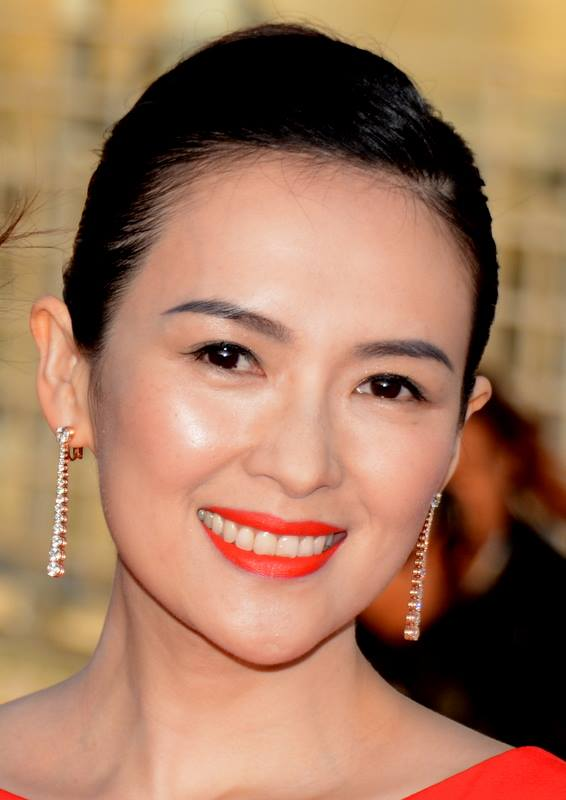
Zhang Ziyi,
geboren in 1979

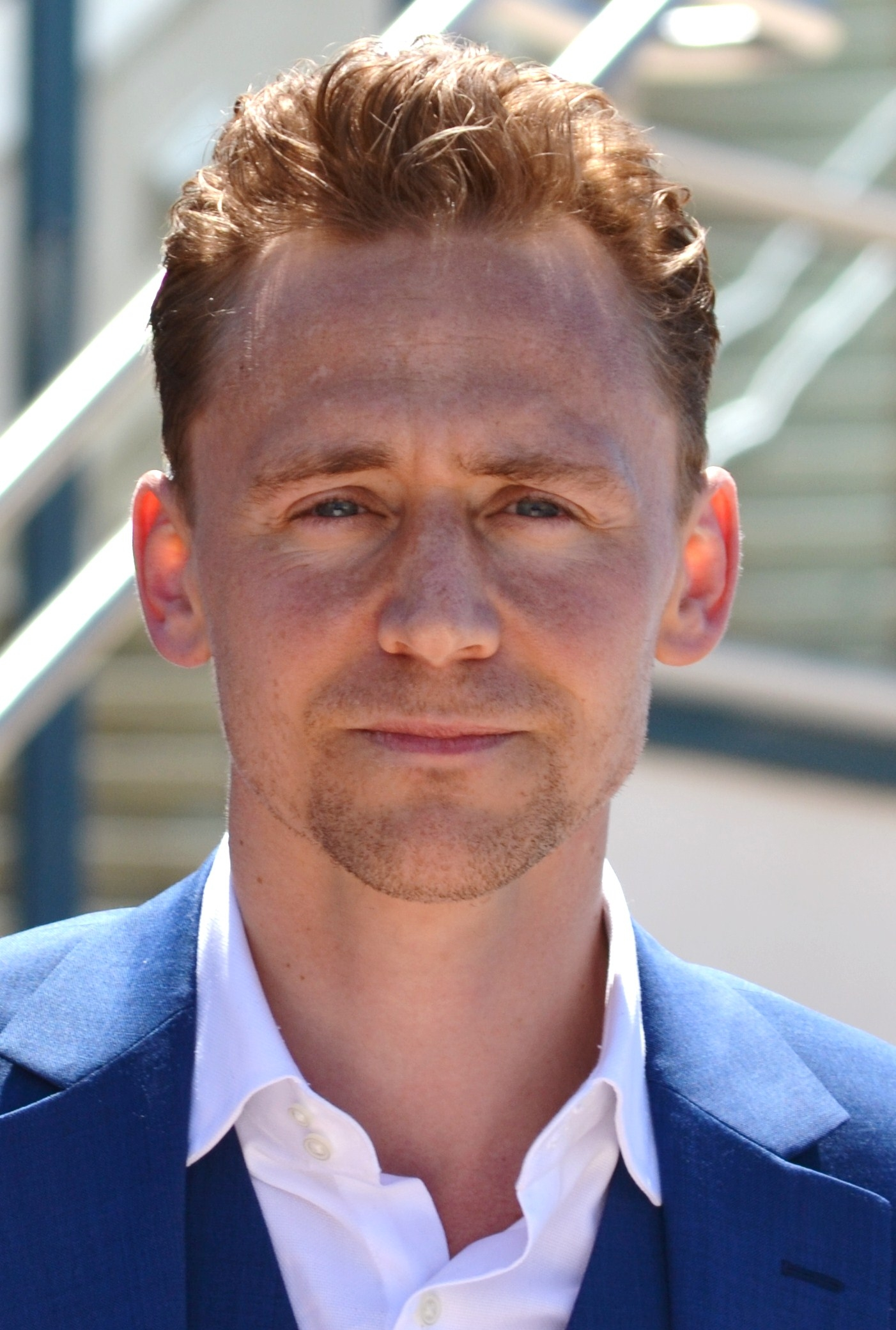
Tom Hiddleston,
geboren in 1981

- 1404 - Constantijn XI Palaiologos Dragases, laatste keizer van het Byzantijnse Rijk (overleden 1453)
- 1602 - Franciscus van den Enden, Belgisch jezuïet, vrije denker en mentor van Spinoza (overleden 1674)
- 1773 - William Henry Harrison, negende president van de Verenigde Staten (overleden 1841)
- 1830 - Abdülaziz, Ottomaans sultan (overleden 1876)
- 1837 - José Burgos, Filipijns priester en martelaar (overleden 1872)
- 1846 - Wilhelm Maybach, Duits machinebouwer (overleden 1929)
- 1854 - Aletta Jacobs, Nederlands eerste vrouwelijke huisarts (overleden 1929)
- 1866 - Jeanne van Oldenbarnevelt, Nederlands zangpedagoge (overleden 1918)
- 1873 - Maurits Sabbe, Belgisch schrijver (overleden 1938)
- 1877 - Ohara Koson, Japans kunstschilder en prentenmaker (overleden 1945)
- 1883 - Jules Berry, Frans acteur (overleden 1951)
- 1884 - Carel Gerretson, Nederlands dichter en politicus (overleden 1958)
- 1885 - Alan Noble, Brits hockeyer (overleden 1956)
- 1887 - Karl Truppe, Oostenrijks kunstschilder en academisch docent (overleden 1959)
- 1890 - Jacobus Johannes Pieter Oud, Nederlands architect (overleden 1963)
- 1891 - Pietro Nenni, Italiaans socialistisch politicus (overleden 1980)
- 1900 - Renaat Grassin (Ketje), Belgisch cabaretier (overleden 1964)
- 1905 - David Burghley, Engels politicus en atleet (overleden 1981)
- 1908 - Hilda van Stockum, Nederlands-Engels kinderboekenschrijfster en illustratrice (overleden 2006)
- 1909 - Carmen Miranda, Portugees zangeres en actrice (overleden 1955)
- 1911 - Georges Danloy, Belgisch generaal (overleden 1999)
- 1912 - Jan Boots, Nederlands presentator (overleden 1980)
- 1912 - Ginette Leclerc, Frans actrice (overleden 1992)
- 1914 - Bruce Metzger, Amerikaans Bijbelwetenschapper (overleden 2007)
- 1921 - Georges Joris, Belgisch politicus en burgemeester (overleden 2022)
- 1922 - Kathryn Grayson, Amerikaans actrice en zangeres (overleden 2010)
- 1923 - Brendan Behan, Iers schrijver en dichter (overleden 1964)
- 1924 - Anton Heyboer, Nederlands schilder (overleden 2005)
- 1925 - John B. Cobb, Amerikaans theoloog en ecologisch filosoof (overleden 2024)
- 1927 - Masayoshi Nagata, Japans wiskundige (overleden 2008)
- 1928 - Herman Pieter de Boer, Nederlands schrijver, liedjesschrijver en journalist (overleden 2014)
- 1928 - Frank Frazetta, Amerikaans illustrator (overleden 2010)
- 1928 - Rinus Michels, Nederlands voetballer en voetbaltrainer (overleden 2005)
- 1929 - Howard Kanovitz, Amerikaans kunstenaar (overleden 2009)
- 1929 - Willem Kersters, Belgisch componist en muziekpedagoog (overleden 1998)
- 1929 - Karl Koller, Oostenrijks voetballer (overleden 2009)
- 1930 - Pavel Schmidt, Tsjecho-Slowaaks roeier (overleden 2001)
- 1931 - Josef Masopust, Tsjechisch voetballer (overleden 2015)
- 1931 - Hélcio Milito, Braziliaans drummer, percussionist en zanger in de genres samba en bossanova (overleden 2014)
- 1931 - Robert Morris, Amerikaans beeldend kunstenaar (overleden 2018)
- 1932 - Gerhard Richter, Duits kunstschilder
- 1935 - Miroslav Blažević, Kroatisch voetballer en voetbaltrainer (overleden 2023)
- 1935 - Annemie Heymans, Nederlands kinderboekenschrijfster (overleden 2008)
- 1936 - Jan Fontijn, Nederlands neerlandicus, literatuurcriticus en biograaf (overleden 2022)
- 1936 - Clive Swift, Engels acteur (overleden 2019)
- 1937 - William Lawvere, Amerikaans wiskundige (overleden 2023)
- 1937 - Tony Maggs, Zuid-Afrikaans autocoureur (overleden 2009)
- 1938 - Theo Aalbers, Nederlands voetbalbestuurder (overleden 2017)
- 1939 - Miel Otto, Nederlands hoogleraar en bedrijfskundige (overleden 2023)
- 1939 - Janet Suzman, Zuid-Afrikaans actrice
- 1940 - John Maxwell Coetzee, Zuid-Afrikaans schrijver en Nobelprijswinnaar
- 1940 - Kees Verheul, Nederlands slavist, essayist, romanschrijver en vertaler (overleden 2024)
- 1940 - Willem Vermandere, Belgisch zanger
- 1941 - Dick Rienstra, Nederlands acteur en zanger (overleden 2021)
- 1942 - Barbara Donald, Amerikaans trompettiste (overleden 2013)
- 1942 - Carole King, Amerikaans zangeres
- 1943 - Harry Kamphuis, Nederlands politicus (overleden 2022)
- 1943 - Henri Kraus, Luxemburgs kunstschilder, tekenaar en docent (overleden 2024)
- 1943 - Jonny Nilsson, Zweeds schaatser (overleden 2022)
- 1943 - Joe Pesci, Amerikaans komiek, acteur en zanger
- 1943 - Henk Slebos, Nederlands ingenieur en zakenman (overleden 2025)
- 1943 - Joseph Stiglitz, Amerikaans econoom en Nobelprijswinnaar
- 1944 - Cornelia Vrolijk, Nederlands kunstschilder, grafisch kunstenaar en kunst-docent (overleden 2015)
- 1944 - Alice Walker, Amerikaans schrijfster van het boek The Color Purple
- 1945 - Mia Farrow, Amerikaans actrice
- 1945 - Gérard Lenorman, Frans zanger
- 1945 - Margit Otto-Crépin, Frans amazone (overleden 2020)
- 1947 - Carla Del Ponte, Zwitsers juriste
- 1947 - Ticio Escobar, Paraguayaans kunstcriticus, conservator en minister
- 1947 - Boris Gulko, Amerikaans schaker
- 1949 - Judith Light, Amerikaans actrice
- 1953 - Ciarán Hinds, Noord-Iers acteur
- 1955 - Charles Shaughnessy, Engels acteur
- 1956 - Cynthia Ortega-Martijn, Antilliaans-Nederlands ambtenaar, adviseur en politica
- 1957 - Gordon Strachan, Schots voetballer en voetbalmanager
- 1957 - Jaco Van Dormael, Belgisch cineast
- 1958 - Sandy Lyle, Schots golfer
- 1958 - Cyrille Regis, Engels voetballer (overleden 2018)
- 1959 - Ali Bongo, Gabonees politicus en president
- 1959 - Kevin Buckler, Amerikaans autocoureur, teameigenaar en wijnboer
- 1960 - Ruud van Bennekom, Nederlands bestuurder en politicus
- 1960 - Holly Johnson, Brits zanger (Frankie Goes to Hollywood)
- 1962 - Diego Pérez, Uruguayaans tennisser
- 1962 - Hanni Rützler, Oostenrijks voedingswetenschapper
- 1962 - Teesta Setalvad, Indiaas journalist, uitgever en mensenrechtenverdediger
- 1963 - Lolo Ferrari, Frans danseres en (porno)actrice (overleden 2000)
- 1963 - Anișoara Sorohan, Roemeens roeister
- 1965 - Christian Schenk, Duits meerkamper
- 1966 - Christoph Maria Herbst, Duits acteur en stemacteur
- 1966 - Ellen van Langen, Nederlands atlete
- 1967 - Venus Lacy, Amerikaans basketballer
- 1968 - Robert Eenhoorn, Nederlands honkballer en honkbalcoach
- 1968 - Nicolas Huysman, Frans voormalig voetballer en trainer
- 1968 - Rahul Roy, Indiaas acteur
- 1969 - Bert Dietz, Duits wielrenner en ploegleider
- 1969 - Pavel Tonkov, Russisch wielrenner
- 1970 - Isabel Gillies, Amerikaans actrice
- 1970 - Franky Ribbens, Nederlands scenarioschrijver en acteur
- 1970 - Branko Strupar, Kroatische voetballer
- 1971 - Johan Mjällby, Zweeds voetballer
- 1971 - Annelies Storms, Belgisch politica
- 1971 - 2000 and One, Nederlands dj en producer
- 1974 - Jordi Cruijff, Nederlands-Spaans voetballer, zoon van Johan Cruijff
- 1975 - Kurt-Asle Arvesen, Noors wielrenner
- 1975 - Mark Brown, Nieuw-Zeelands golfer
- 1975 - Sander Dekker, Nederlands politicus
- 1975 - Clinton Grybas, Australisch sportverslaggever (overleden 2008)
- 1976 - Charlie Day, Amerikaans acteur
- 1976 - Dani Martín, Spaans zanger
- 1976 - Ionela Târlea-Manolache, Roemeens atlete
- 1977 - Jurgen Van De Walle, Belgisch wielrenner
- 1978 - A.J. Buckley, Iers televisie-, film- en stemacteur
- 1978 - Ilse Malfroot, Belgisch politica
- 1978 - Mark Tullo, Chileens golfer
- 1979 - David Gray, Engels snookerspeler
- 1979 - Pierre Poilievre, Canadees politicus
- 1979 - Irina Sloetskaja, Russisch kunstschaatsster
- 1979 - Luka Špik, Sloveens roeier
- 1979 - Zhang Ziyi, Chinees actrice
- 1980 - Angelos Charisteas, Grieks voetballer
- 1981 - Tom Hiddleston, Brits acteur
- 1981 - Josh Ross, Australisch atleet
- 1981 - James Owen Sullivan, Amerikaans drummer (overleden 2009)
- 1981 - Leonard Scott, Amerikaans atleet
- 1981 - Tian Jia, Chinees beachvolleyballer
- 1982 - Guillaume Devos, Belgisch acteur
- 1982 - Bob Nijs, Belgisch politicus
- 1982 - Jameer Nelson, Amerikaans basketballer
- 1983 - Breanna Hargrave, Australisch wielrenster
- 1985 - Jon Karthaus, Nederlands acteur, zanger en regisseur
- 1986 - Marieke Guehrer, Australisch zwemster
- 1988 - Lotte Friis, Deens zwemster
- 1988 - Kieran Govers, Australisch hockeyer
- 1988 - Monika Liu, Litouws singer-songwriter
- 1989 - Ari-Pekka Liukkonen, Fins zwemmer
- 1990 - Ireen van den Assem, Nederlands hockeyster
- 1990 - Nathan Johnstone, Australisch snowboarder
- 1990 - Pablo Sánchez López, Mexicaans autocoureur
- 1991 - Florian Jozefzoon, Nederlands voetballer
- 1991 - Teo Pouzbouris, Grieks zanger
- 1991 - Fabian Serrarens, Nederlands voetballer
- 1991 - Marco Stiepermann, Duits voetballer
- 1991 - Georg Teigl, Oostenrijks voetballer
- 1992 - Avan Jogia, Canadees acteur en zanger
- 1992 - Takaaki Nakagami, Japans motorcoureur
- 1992 - Stef Peeters, Belgisch voetballer
- 1993 - Mitchell Dijks, Nederlands voetballer
- 1993 - Niclas Füllkrug, Duits voetballer
- 1994 - Lucas Eguibar, Spaans snowboarder
- 1994 - Irvingly van Eijma, Nederlands-Curaçaos voetballer
- 1994 - Abdel Malek El Hasnaoui, Marokkaans-Nederlands voetballer
- 1994 - Hidde Jurjus, Nederlands voetballer
- 1994 - Róbert Mazáň, Slowaaks voetballer
- 1995 - Sheraldo Becker, Nederlands voetballer
- 1995 - Yann Bodiger, Frans voetballer
- 1995 - Thom Haye, Nederlands voetballer
- 1995 - Muhammed Mert, Turks-Belgisch voetballer
- 1995 - Bruno Nazário, Braziliaans voetballer
- 1995 - Otávio, Braziliaans voetballer
- 1995 - Mario Pašalić, Kroatisch voetballer
- 1995 - Nadine Visser, Nederlands atlete
- 1996 - Jimmy Bennett, Amerikaans acteur
- 1996 - Darcy Sharpe, Canadees snowboarder
- 1997 - Lukas Babalola, Deens voetbaltrainer
- 1998 - Cem Bölükbaşı, Turks autocoureur en e-sporter
- 1998 - Nick de Louw, Nederlands voetballer
- 1998 - Sasha Weemaes, Belgisch wielrenner
- 1999 - Adrianna Bertola, Brits actrice en zangeres
- 1999 - Jonas Iversby Hvideberg, Noors wielrenner
- 1999 - Alessandro Tripaldelli, Italiaans voetballer
- 2000 - Sandy Baltimore, Frans voetbalster
- 2000 - Klaudia Jedlińska, Pools voetbalster
- 2000 - Delano Ladan, Nederlands voetballer
- 2000 - Logan Ndenbe, Belgisch voetballer
- 2000 - Sofie Vendelbo, Deens voetbalster
- 2001 - Toon Clynhens, Belgisch wielrenner
- 2001 - Luca Everink, Nederlands voetballer
- 2001 - Vincent Visser, Nederlands acteur
- 2001 - Zé Vitor (voetballer, 2001) (Zé Vitor), Braziliaans voetballer
- 2002 - Lucien Agoumé, Frans voetballer
- 2002 - Simion Michez, Belgisch voetballer
- 2002 - Calvin Raatsie, Nederlands voetballer
- 2002 - Regan Smith, Amerikaans zwemster
- 2004 - Rosa van Gool, Nederlands voetbalster
- 2004 - Timo Zaal, Nederlands voetballer
- 2005 - Mike Kleijn, Nederlands voetballer
- 2005 - Christian Mansell, Australisch autocoureur
- 2005 - Bo op de Weegh, Nederlands voetbalster
- 2006 - Luis Guilherme, Braziliaans voetballer

## Overleden

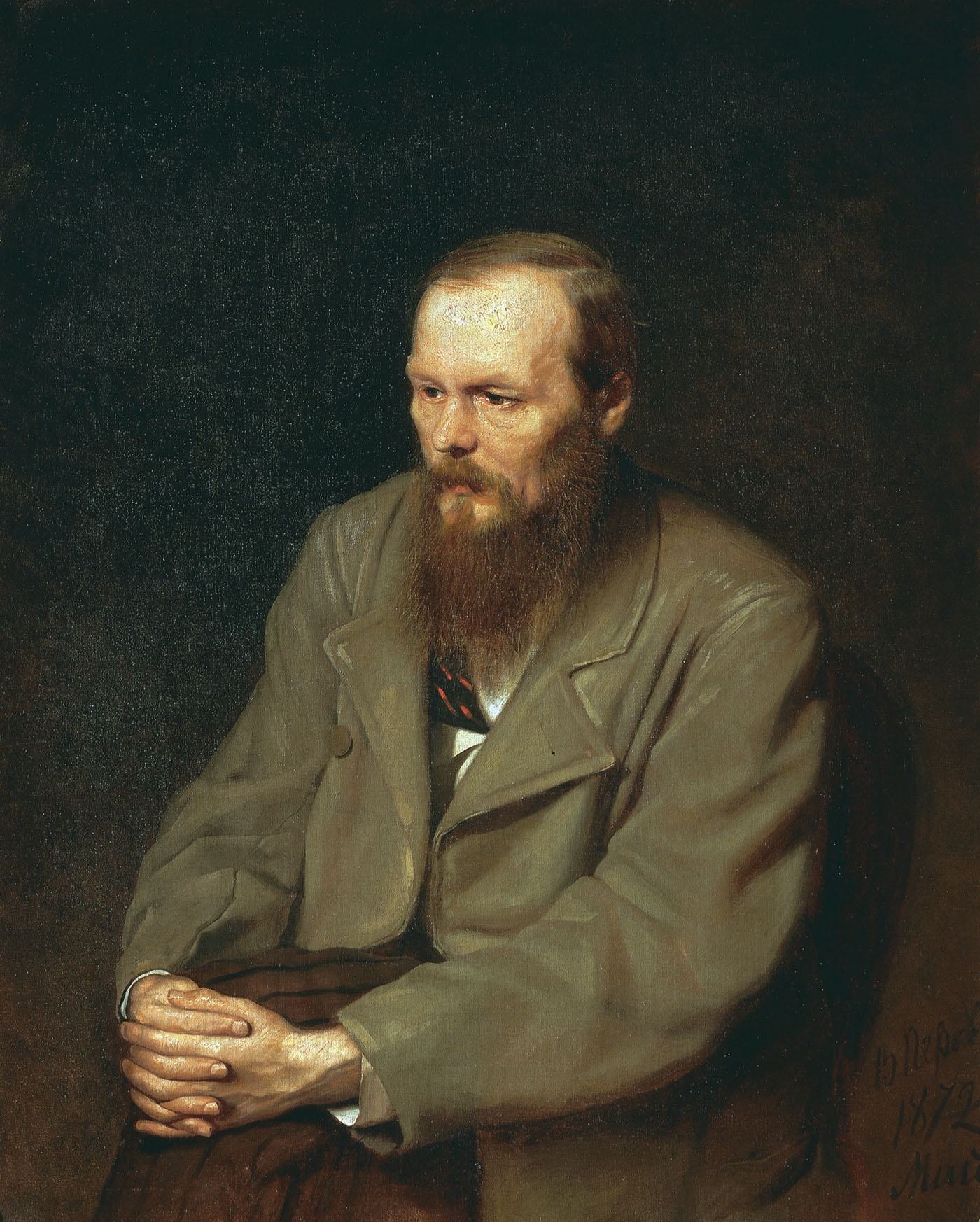
Fjodor Dostojevski
door Vasili Perov, 1872,
overleden in 1881

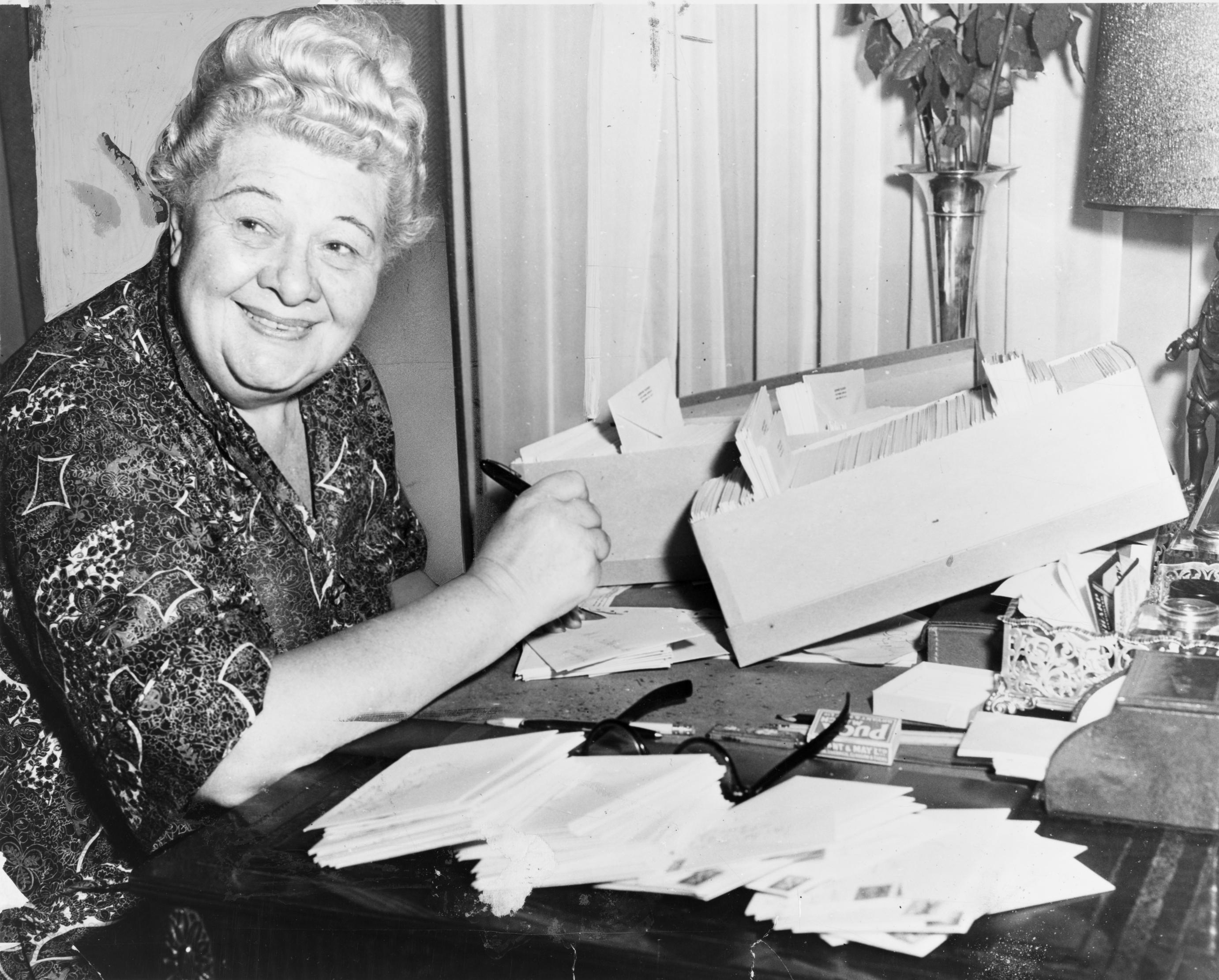
Sophie Tucker,
overleden in 1966

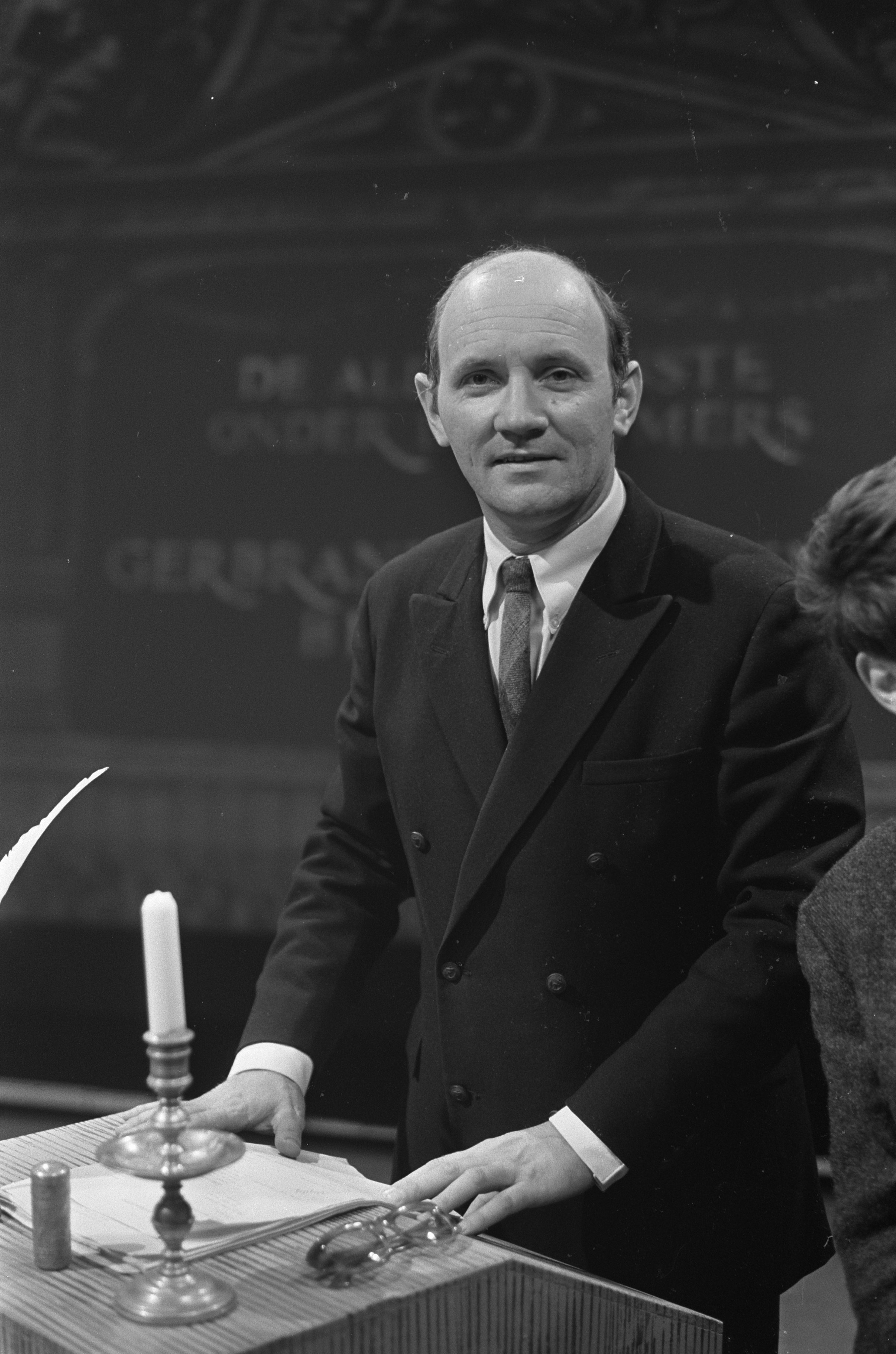
André van den Heuvel,
overleden in 2016

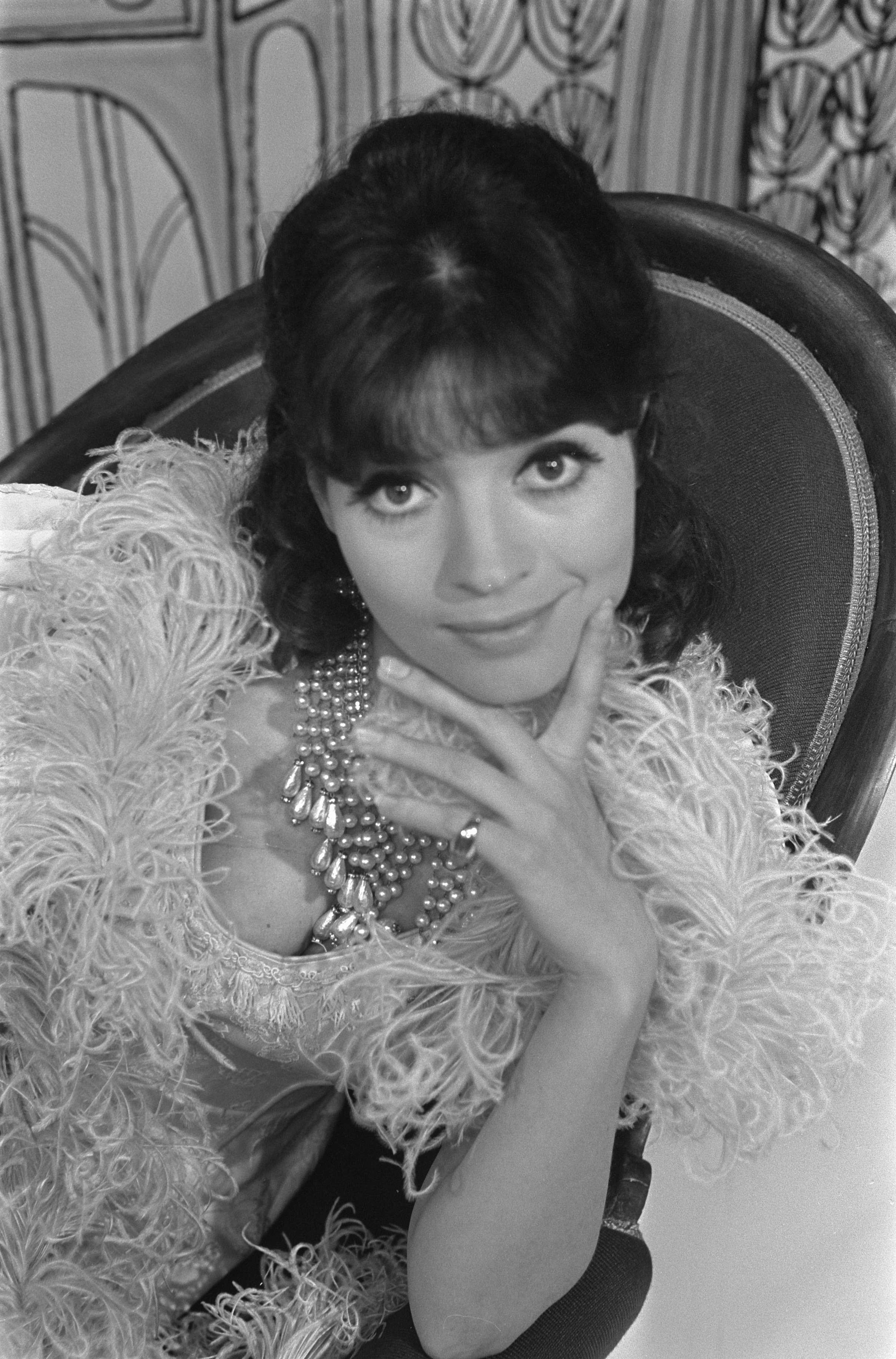
Marijke Merckens,
overleden in 2023

- 1675 - Gerrit Dou (61), Nederlands schilder
- 1690 - Johan Lodewijk van Nassau-Ottweiler (64), graaf van Nassau-Ottweiler
- 1860 - Edmond Willem van Dam van Isselt (43), Nederlands politicus en dichter
- 1872 - Paul Laurence Dunbar (33), Amerikaans auteur
- 1881 - Fjodor Dostojevski (59), Russisch schrijver
- 1885 - Johan Cesar Godeffroy (71), Duits handelaar en natuuronderzoeker
- 1891 - Johan Barthold Jongkind (71), Nederlands-Frans schilder
- 1897 - George Price Boyce (70), Engels kunstschilder
- 1900 - Paul-Jean Clays (82), Belgisch schilder
- 1901 - Max Joseph von Pettenkofer (82), Duits scheikundige, hygiënist en apotheker
- 1927 - Charles Walcott (76), Amerikaans paleontoloog
- 1934 - Henri Van Dyck (84), Belgisch kunstschilder
- 1939 - Augusta de Wit (75), Nederlands schrijfster
- 1944 - Walter Heitz (65), Duits generaal
- 1945 - George Maduro (28), Nederlands militair en verzetsstrijder
- 1948 - Jan Prins (72), Nederlands dichter en vertaler
- 1948 - Karl Valentin (65), Duits schrijver en cabaretier
- 1954 - Rodolphe Cuendet (67), Zwitsers ijshockeye
- 1959 - Karl Mauss (60), Duits generaal
- 1960 - Enrique Canto (?), Cubaans revolutionair
- 1961 - Oscar Egg (70), Zwitsers wielrenner
- 1964 - Ary Barroso (60), Braziliaans componist
- 1964 - Henri Wijnmalen (74), Nederlands piloot en luchtvaartpionier
- 1966 - Sophie Tucker (79), Amerikaans entertainer
- 1968 - Edward Moore (70), Amerikaans roeier
- 1969 - Manuel Plaza (68), Chileens marathonloper
- 1970 - Italo Gariboldi (90), Italiaans militair
- 1974 - Henrik Samuel Nyberg (84), Zweeds oriëntalist
- 1975 - Edward Jennings (76), Amerikaans stuurman bij het roeien
- 1975 - Cornelis Pieter de Wit (92), Nederlands kunstschilder
- 1976 - Percy Faith (69), Amerikaans componist en orkestleider
- 1977 - Sergej Iljoesjin (82), Sovjet-Russisch vliegtuigbouwer
- 1977 - Gerrit Roorda (86), Nederlands communist
- 1977 - Alia al-Hoessein (28), Jordaans koningin
- 1981 - Bill Haley (55), Amerikaans zanger
- 1984 - Joeri Andropov (69), Russisch partijleider (1982-1984)
- 1985 - Enrique Camarena (37), Mexicaans DEA-agent
- 1986 - Jacques Rispal (62), Frans acteur
- 1987 - Costante Girardengo (93), Italiaans wielrenner
- 1987 - Leo Turksma (81), Nederlands bokser
- 1996 - Marie Elisabeth Affentranger (94), Zwitsers missieverpleegster
- 1996 - Adolf Galland (83), Duits gevechtspiloot en generaal
- 1999 - Annie Borst Pauwels (85), Nederlands schilder, graficus en tekenaar
- 2000 - Lenore Kight (88), Amerikaans zwemster
- 2001 - Agustín Cárdenas (83), Cubaans schilder en beeldhouwer
- 2001 - Gunnar Seidenfaden (92), Deens diplomaat en botanicus
- 2001 - Herbert Simon (84), Amerikaans wiskundige
- 2002 - Prinses Margaret (71), zuster van koningin Elizabeth II van het Verenigd Koninkrijk
- 2003 - Herma Bauma (88), Oostenrijks atlete
- 2004 - Mechtilde van Mechelen (26) Belgisch actrice
- 2006 - Freddie Laker (83), Brits luchtvaartpionier en -ondernemer
- 2006 - Charles Wolfe (62), Amerikaans musicoloog
- 2007 - Alejandro Finisterre (87), Spaans dichter
- 2007 - Harry Lockefeer (68), Nederlands journalist, oud-hoofdredacteur van de Volkskrant
- 2007 - Kostas Paskalis (77), Grieks operazanger
- 2007 - Ian Richardson (72), Schots acteur
- 2007 - Bruno Ruffo (86), Italiaans motorcoureur
- 2008 - Andrés Franco (82), Filipijns atleet
- 2008 - Guy Tchingoma (22), Gabonees voetballer
- 2008 - Toon Weijnen (98), Nederlands taalkundige
- 2009 - Robert Anderson (91), Amerikaans toneel- en scenarioschrijver
- 2009 - Ulrike Apel-Haefs (57), Duits politica
- 2009 - Vic Lewis (89), Brits jazzbandleader
- 2010 - Walter Frederick Morrison (90), Amerikaans uitvinder van de Frisbee
- 2013 - Richard Artschwager (89), Amerikaans beeldhouwer en schilder
- 2014 - Gabriel Axel (95), Deens filmregisseur
- 2014 - Jan Groenendijk (67), Nederlands voetballer
- 2014 - Bernard Lambert (82), Belgisch rooms-katholiek priester
- 2016 - André van den Heuvel (88), Nederlands acteur
- 2016 - Zdravko Tolimir (67), Bosnisch-Servische militair
- 2017 - Serge Baguet (47), Belgisch wielrenner
- 2018 - Reg E. Cathey (59), Amerikaans acteur
- 2018 - Serge Daan (77), Nederlands hoogleraar
- 2018 - John Gavin (86), Amerikaans acteur
- 2018 - István Hevesi (86), Hongaars waterpolospeler
- 2018 - Jóhann Jóhannsson (48), IJslands (film)componist
- 2018 - Onno Mensink (71), Nederlands musicoloog
- 2018 - Liam Miller (36), Iers voetballer
- 2018 - Johan Plageman (75), Nederlands voetballer
- 2018 - Alain Rellay (82), Frans jazzsaxofonist
- 2019 - Salvatore Bellomo (67), Belgisch-Italiaans worstelaar
- 2019 - Maximilian Reinelt (30), Duits roeier
- 2019 - Tomi Ungerer (87), Frans kunstenaar, schrijver en illustrator
- 2020 - Raymond Bossaerts (81), Belgisch (stem)acteur
- 2020 - Mirella Freni (84), Italiaans operazangeres
- 2021 - Ezhar Cezairli (58), Turks-Duits tandarts en politica
- 2021 - Chick Corea (79), Amerikaans pianist
- 2021 - Franco Marini (87), Italiaans politicus
- 2021 - Josef Kolmaš (87), Tsjechisch sinoloog en tibetoloog
- 2022 - Betty Davis (76), Amerikaans zangeres en model
- 2022 - Ian McDonald (75), Brits musicus
- 2022 - Nora Nova (93), Bulgaars zangeres
- 2023 - Jean-Maurice Dehousse (86), Belgisch politicus
- 2023 - Marijke Merckens (83), Nederlands actrice en zangeres
- 2024 - Robert Badinter (95), Frans advocaat, professor, essayist en politicus
- 2025 - Tony Kinsey (97), Brits jazzdrummer, orkestleider en componist
- 2025 - Sigrid Koetse (89), Nederlands actrice
- 2025 - Tom Robbins (92), Amerikaans schrijver

## Viering/herdenking
- Chinees nieuwjaar, 2006 Jaar van de Hond
- Rooms-Katholieke kalender:
  - Heilige Appolonia (van Alexandrië) († c. 249), patroonheilige voor 	tandartsen en bij tandproblemen
  - Heilige Ansbert van Rouen († 695)
  - Heilige Alto van Altomünster († c. 760)
  - Heilige Marianus Scotus († 1088)
  - Zalige Anna Catharina Emmerich († 1824)
  - Heilige Maron van Beit († 410)
  - Heilige Teilo († c. 560)

## Weerextremen

### Nederland
| | Officiële records | Officiële records | Officiële records |      | Landelijke records | Landelijke records | Landelijke records  |
| Gebeurtenis | Jaar              | Extreem           | Locatie           | Jaar | Extreem            | Locatie            |                     |
| --- | ----------------- | ----------------- | ----------------- | ---- | ------------------ | ------------------ | ------------------- |
| Laagste etmaalgemiddelde temperatuur (°C) | 1986              | −8,8              | De Bilt           |      | 1986               | −12,0              | Maastricht          |
| Hoogste etmaalgemiddelde temperatuur (°C) | 2024              | 10,8              | De Bilt           |      | 2024               | 11,7               | Westdorpe           |
| Laagste minimumtemperatuur (°C) | 1996              | −14,1             | De Bilt           |      | 1996               | −21,0              | Twenthe             |
| Hoogste minimumtemperatuur (°C) | 2022              | 8,3               | De Bilt           |      | 2024               | 10,1               | Westdorpe           |
| Laagste maximumtemperatuur (°C) | 1986              | −5,9              | De Bilt           |      | 1986               | −9,0               | Maastricht          |
| Hoogste maximumtemperatuur (°C) | 1912              | 13,6              | De Bilt           |      | 1912               | 16,7               | Maastricht          |
| Hoogste uurgemiddelde windsnelheid (m/s) | 1925, 1948        | 17,5              | De Bilt           |      | 1925               | 26,2               | Vlissingen          |
| Hoogste windstoot (m/s) | 2020              | 25,0              | De Bilt           |      | 2020               | 36,0               | Vlieland            |
| Langste zonneschijnduur (uur) | 1930              | 8,7               | De Bilt           |      | 1975               | 8,8                | Maastricht, Twenthe |
| Langste neerslagduur (uur) | 1953              | 12,6              | De Bilt           |      | 1981               | 16,1               | Leeuwarden          |
| Hoogste etmaalsom van de neerslag (mm) | 2020              | 18,6              | De Bilt           |      | 2020               | 28,7               | Lauwersoog          |
| Laagste etmaalgemiddelde relatieve vochtigheid (%) | 1917              | 51                | De Bilt           |      | 2008               | 48                 | Wijk aan Zee        |
| Laagste uurwaarde luchtdruk op zeeniveau (hPa) | 1904              | 973,9             | De Bilt           |      | 1966               | 963,4              | Deelen              |
| Hoogste uurwaarde luchtdruk op zeeniveau (hPa) | 1919              | 1043,5            | De Bilt           |      | 1919               | 1043,8             | De Kooy             |
| Officiële records worden altijd gemeten op het KNMI-weerstation in De Bilt. Landelijke records kunnen worden gemeten op elk officieel KNMI-weerstation in Nederland. |                   |                   |                   |      |                    |                    |                     |

Uitzonderlijke gebeurtenissen
- 1912 - Eerste landelijke zachte dag van het jaar gemeten in Maastricht (maximumtemperatuur ≥ 15 °C op een officieel weerstation)
- 1930 - Officieel laagste minimumtemperatuur in °C van het jaar gemeten in De Bilt: −5,1
- 1991 - Officieel laagste minimumtemperatuur in °C van het jaar gemeten in De Bilt: −12,5
- 1996 - Officieel laagste minimumtemperatuur in °C van het jaar gemeten in De Bilt: −14,1
- 2008 - Eerste landelijke zachte dag van het jaar gemeten in Woensdrecht (maximumtemperatuur ≥ 15 °C op een officieel weerstation)
- 2023 - Officieel laagste maximumtemperatuur in °C van februari dit jaar gemeten in De Bilt: 5,3

### België
Dagrecords
- 1845 - Laagste etmaalgemiddelde temperatuur −7,3 °C
- 1899 - Hoogste etmaalgemiddelde temperatuur 14,5 °C
- 1917 - Laagste minimumtemperatuur −12,4 °C
- 1899 - Hoogste maximumtemperatuur 18,3 °C
- 1966 - Hoogste etmaalsom van de neerslag 16,6 mm

Uitzonderlijke gebeurtenissen
- 1953 - 1,15 meter sneeuw in Botrange (Waimes), dikste sneeuwlaag van de eeuw in België.
- 2008 - In Rochefort stijgt de maximumtemperatuur tot 18,0 °C. In Ukkel wordt het 17,1 °C.

<< · 1 · 2 · 3 · 4 · 5 · 6 · 7 · 8 · 9 · 10 · 11 · 12 · 13 · 14 · 15 · 16 · 17 · 18 · 19 · 20 · 21 · 22 · 23 · 24 · 25 · 26 · 27 · 28 · 29 · (30) · >>